# Планетарій Фіске
Планетарій Фіске (англ. Fiske Planetarium) — планетарій в Боулдері, підпорядкований кафедрі астрофізики і планетології Університету Колорадо в Боулдері, один з найбільших планетаріїв у США. Відкрився 1975 року, а 2013 року його обладнання було повністю модернізоване. Демонструє повнокупольні фільми, живі виступи, лазерні музичні шоу, служить місцем зборів для астрономічних подій.

## Історія

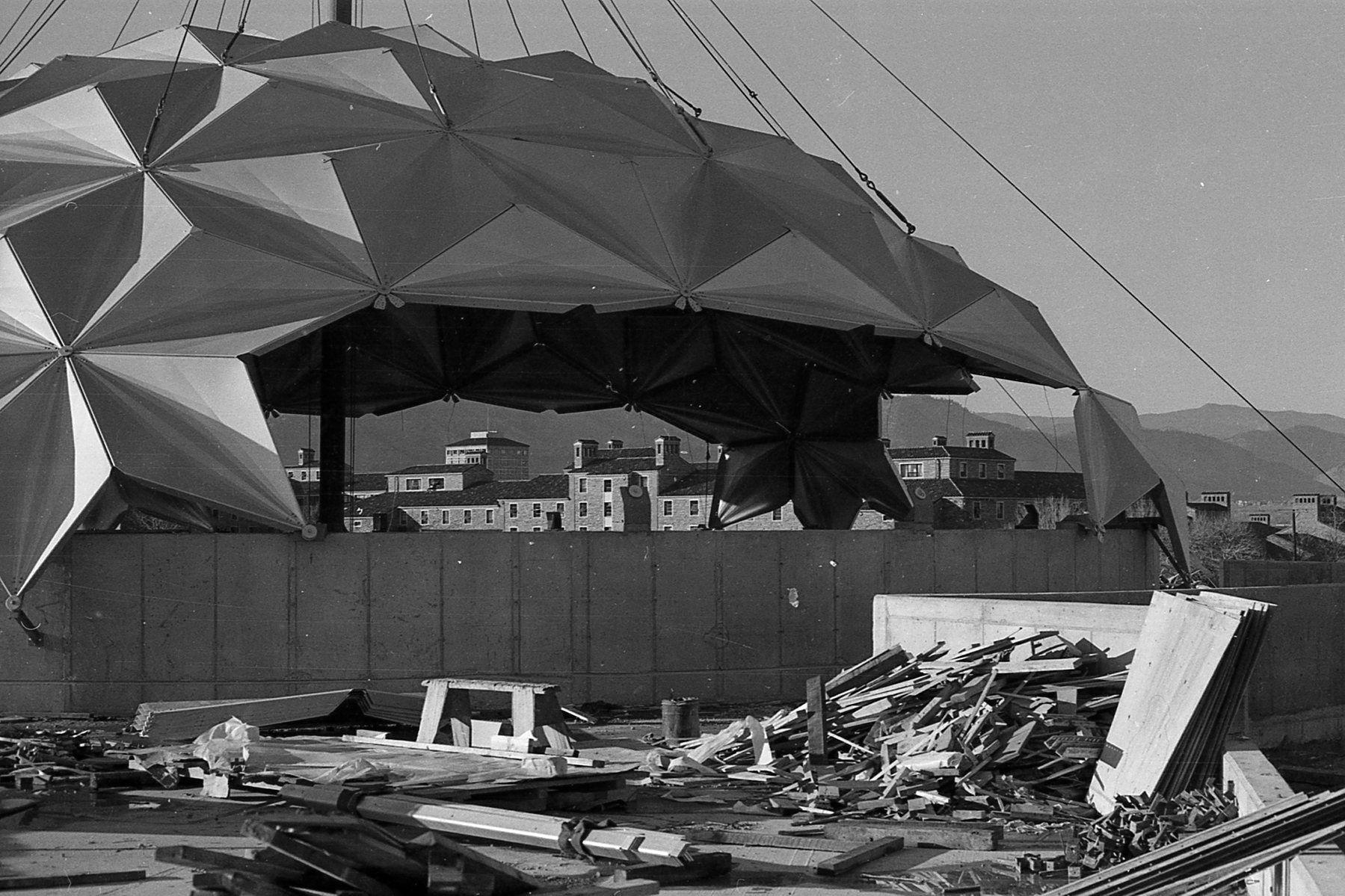
Будівництво планетарію в 1974 році

Планетарій Фіске було засновано в 1975 році завдяки пожертвам випускника Університету Колорадо Воллеса Франца Фіске (випуск 1917 року). Пожертва на суму 1,13 мільйона доларів була зроблена після смерті Фіске в 1966 році. Чверть цієї суми була виділена на музичний факультет університету, а решта — «на будівництво та обладнання планетарію для Університету Колорадо». До 1971 року, коли астрономи університету вирішили використати пожертву, їхня частка зросла до 1,61 мільйона доларів.
Першим директором планетарію у 1971 році був призначений Ґерріт Вершуур. Джеймс Шарп керував проєктуванням будівлі, організовував персонал планетарію та створював допоміжні системи для планетарію. Планетарій був урочисто відкритий 19 вересня 1975 року, а наступного дня почав роботу для відвідувачів. Відкриття включало короткометражний фільм «Смерть зір» (Stardeath) про наднові зорі на сценарій Вершуура, а також програму візуального мистецтва «Quaking Aspens» фотографа Гарі Меца.
У 1976 році Фіске прийняв конференцію Міжнародного товариства викладачів планетаріїв (тепер Міжнародне товариство планетаріїв). Того ж року Фіске почав включати в програму планетарію лазерні шоу, що забезпечувало додатковий дохід, а також технічне навчання для студентів. У 1983 році в планетарії почали проводити університетські заняття «Наукове відкриття».
У 2003 році планетарій затопило через прорив водопроводу. Проєкційна система вціліла, але більша частина глядацької зали була зруйнована, так що довелось замінити килим і крісла.
У 2004 році планетарій Фіске завершив своє перше планетарне шоу для міжнародного розповсюдження під назвою «Deep Impact: Зустріч з кометою», спільно профінансоване НАСА, Ball Aerospace, JPL та Університетом Меріленду. Відтоді Фіске продовжував створювати повнокупольні фільми.

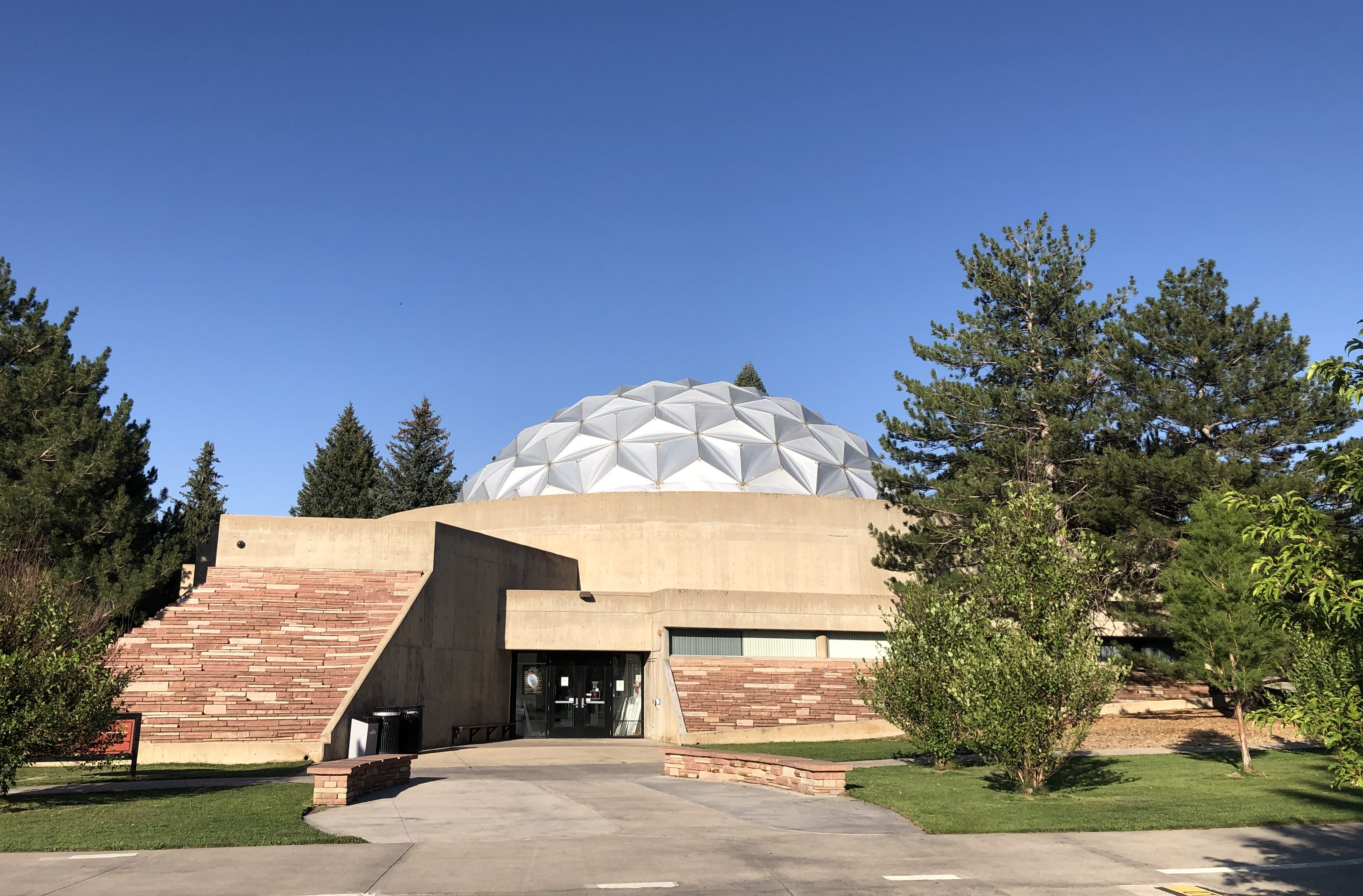
Загальний вигляд планетарію

У 2013 році планетарій Фіске був повністю модернізований. Було знято з експлуатації 38-річний проєктор Zeiss Mark VI Star, який носив прізвисько «Фріц» на честь західнонімецького інженера, що керував його встановленням. Тепер проєктор «Фріц» виставлений у фойє планетарію.

## Технічні характеристики
Зараз планетарій оснащений проєктором Megastar IIA і цифровою гібридною проєкційною системою Digital Sky 2 на 59 мегапікселів — першою гібридною системою такої роздільної здатності у Західній півкулі. Зала планетарію розрахована на 200 місць. Алюмінієвий купол з внутрішнім діаметром 65 футів (20 м) є найбільшим серед усіх планетаріїв в центральній частині США, від Чикаго до Лос-Анджелеса.